# Геннимата, Фофи
Фофи Геннимата (греч. Φώφη Γεννηματά; 17 ноября 1964, Абелокипи, Аттика — 25 октября 2021, Афины) — греческий политический и государственный деятель. С 2015 года она являлась председателем Всегреческого социалистического движения (ПАСОК), с 2017 года — лидером альянса «Движение перемен».

## Ранние годы и образование
Родилась в Афинах в семье политика ПАСОК Георгиоса Генимматаса. Окончила факультет политологии и государственного управления Афинского университета в 1987 году. Во время учёбы в университете она была членом социалистического студенческого союза.

## Политическая карьера
Политической деятельностью занялась в 1980-х годах, была активистом студенческого движения ПАСП (Π.Α.Σ.Π.) в составе ПАСОК.
По результатам парламентских выборов 2000 года избрана депутатом парламента.
С 2001 по 2004 год она являлась членом центрального комитета ПАСОК, а с 2003 по 2009 год она являлась членом исполнительного бюро и политического совета партии ПАСОК. Она была дважды избрана президентом гиперномархии Афины—Пирей в 2002 и 2006 годах.
Геннимата не была допущена к выборам 2007 года в качестве кандидата от ПАСОК, поскольку Верховный суд постановил, что согласно статье 57 Конституции Греции, должностные лица местного самоуправления не могут баллотироваться в депутаты, пока их срок в должности не закончится.
С октября 2009 года по сентябрь 2010 года, Геннимата занимала должность заместителя министра здравоохранения и социальной солидарности в кабинете Йоргоса Папандреу, и с сентября 2010 по ноябрь 2011 года она занимала должность заместителя министра по делам образования и религии в том же кабинете. В правительстве Лукаса Пападимоса была заместителем министра внутренних дел. В 2013—2015 годах была заместителем министра обороны в правительстве Антониса Самараса.
В 2012 году Геннимата была назначена пресс-секретарём ПАСОК.
Геннимата была избрана председателем Всегреческого социалистического движения на десятой конференции в июне 2015 года, после того как Эвангелос Венизелос ушёл в отставку с поста лидера за год до завершения своей каденции. Она завоевала лидерство на выборах с 51 % голосов, победив Одиссеаса Константинопулоса и Андреаса Ловердоса.
В декабре 2017 года Фофи Геннимата избрана лидером альянса «Движение перемен». Под её руководством на парламентских выборах 2019 года альянс получил 8,1% голосов.

## Болезнь и смерть
В 2008 году ей поставили онкологический диагноз, перенесла операцию. От рака в 1993 году умерла её мать Какия Вергу (Κάκια Βέργου), а спустя семь месяцев, в апреле 1994 года — отец. 11 октября 2021 года госпитализирована в больницу «Эвангелизмос» из-за рецидива онкологического заболевания. Умерла 25 октября в возрасте 56 лет.

## Личная жизнь
Была замужем за предпринимателем Александросом Декасом (Αλέξανδρος Ντέκας). В браке родила дочь. В 2003 году вышла замуж за дантиста Андреаса Цуниса (Ανδρέας Τσούνης), в этом браке родила дочь и сына.